# Амалія Нассау-Діц (1710–1777)
Анна Шарлотта Амалія Луїза Нассау-Діцька (нід. Anna Charlotte Amalie Louisa van Nassau-Dietz, 2 жовтня 1710 — 18 вересня 1777) — донька князя Нассау-Діцу, принца Оранського, штатгальтера Фрісландії та Гронінгену Йоганна Вільгельма Фрізо та принцеси Гессен-Кассельської Марії Луїзи, дружина спадкоємного принца Баден-Дурлаху Фрідріха. Після смерті чоловіка була розлучена з синами через передбачуваний психічний розлад. Мешкала в усамітнених апартаментах замку Карлсбург у Дурлаху.

## Біографія
Народилась здоровою та добре складеною дитиною 2 жовтня 1710 року о 2 годині дня у палаці штатгальтера (нід. Stadhouderlijk Hof) в Леувардені. Стала первістком в родині штатгальтера Фрісландії та Гронінгену Йоганна Вільгельма Фрізо та його дружини Марії Луїзи Гессен-Кассельської, з'явившись на світ за півтора роки після їхнього весілля. Батько, який перебував у поході в Південних Нідерландах, дізнався про народження доньки лише через тиждень, а побачив її у грудні. Мешкала родина у палаці в Леувардені, від 1708 року йшлося будівництво Оранського палацу у Фрісландії.
У липні 1711 року батько неочікувано потонув у Голландській протоці. За  кілька тижнів після його смерті народився брат Амалії, Вільгельм. До його повноліття матір виконувала функції регентки і була фактичною правителькою Нідерландів до 1731 року. Овдовівши, Марія Луїза хвилювалася за долю дітей і нерідко впадала в депресію. Ця риса її характеру була успадкована Амалією, яка часто перебувала в меланхолії та віддавала перевагу самоті.

Життя родини було скромним. Мешкали поперемінно у Леувадені, Гронінгені та палаці Соестдейк влітку. Перші півтора роки життя про Амалію піклувалася нянька, після чого її виховання було покладене на леді Пешальбет. Окрім іншого, брала уроки малювання. Через життя у Фрісландії, вивчила західнофризьку мову. Матір надто опікала дітей, особливо, коли ті хворіли. Також багато уваги надавала їхньому релігійному вихованню.

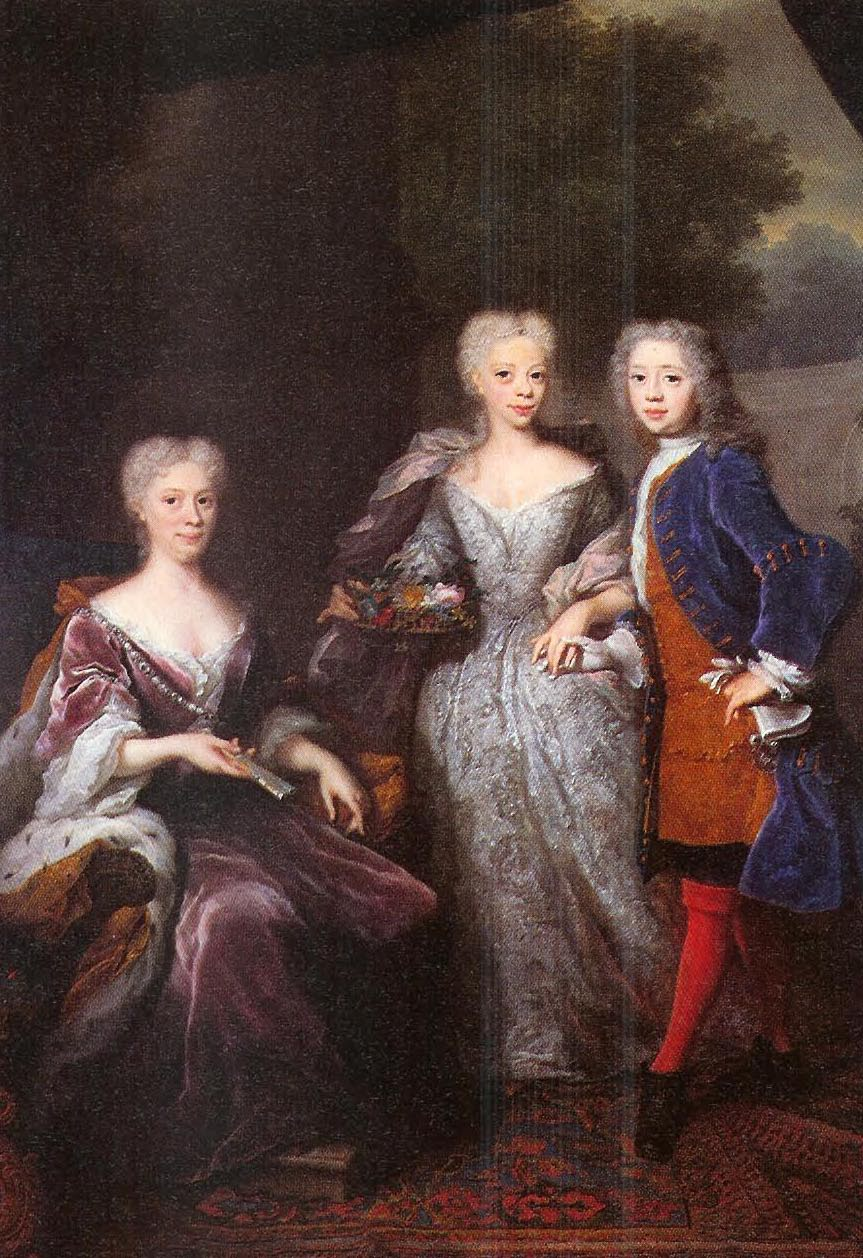
Портрет Амалії (в центрі) з матір'ю та братом пензля А. Бононена, 1726, замок Гріпсгольм

У 16-річному віці Амалія була видана заміж за 23-річного спадкоємного принца Баден-Дурлаху Фрідріха. Наречений отримав добру освіту і відвідував Нідерланди в ході свого Гранд-туру. Разом з тим, мав слабке здоров'я. Весілля пройшло 3 липня 1727 року у Леувардені. Оселилися молодята в Карлсруе. За кілька місяців Амалія завагітніла. В очікуванні дитини принцеса влаштовувала численні істерики та тиранила слуг, що спричинило чутки, що вона є психічно хворою.
У листопаді 1728 року народила первістка. Всього у пари було двоє синів. Після других пологів чоловік Амалії написав її матері, що вона марить. Фрідріх незабаром помер від сухот у березні 1732 року, так і не вступивши на престол. Оскільки принцеса не пролила сліз, побачивши свого мертвого чоловіка, це віднесли до ще однієї ознаки її передбачуваного психічного захворювання.
Свекор Амалії, маркграф Карл III, не хотів, аби вона мала вплив на сина-спадкоємця. Обоє хлопчиків виховувалися його дружиною Магдаленою Вільгельміною Вюртемберзькою. Як і свекруха, Амалія мешкала у палаці Карлсбург в Дурлаху, однак її покої були ізольовані від зовнішнього світу. Двадцять придворних за нею наглядали. Марія Луїза відправила до доньки свого особистого лікаря. Брат Вільгельм у 1734 році також відвідав її та надіслав матері детальний звіт. За його словами, Амалія не впізнавала свекрухи та не могла формувати речення. За думкою лікарів, найкращім лікуванням були часті кровопускання, що, проте, було неможливо здійснити.
Померла принцеса у Дурлаху 18 вересня 1777 року. Була похована у північній крипті церкви Святого Міхаеля у Пфорцгаймі.

## Родина

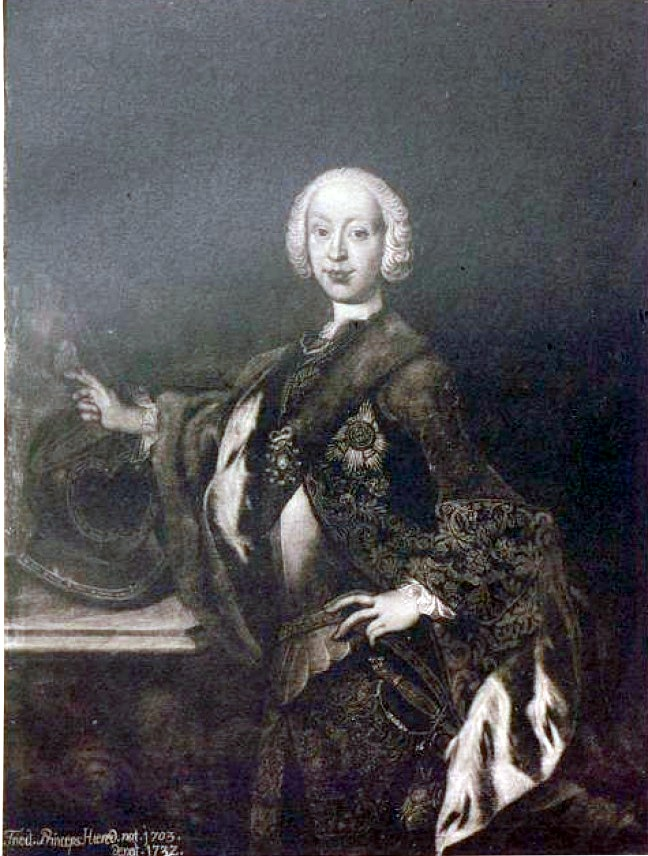
Фрідріх Баден-Дурласький

Чоловік — Фрідріх Баден-Дурласький
Діти:
- Карл Фрідріх (1728—1811) — маркграф Баден-Дурлаху від 1738 року, маркграф об'єднаного Бадену від 1771 року, великий герцог Бадену у 1806—1811 роках, був двічі одруженим, мав дев'ятеро дітей від обох шлюбів;
- Вільгельм Людвіг (1732—1788) — генерал-лейтенант голландського війська, губернатор Арнему у 1753—1788 роках, був морганатично одруженим із Крістіною Вільгельміною Шортманн, мав сина та доньку.